# Temporada 2016 del Campeonato de Galicia de Rally
La temporada 2016 fue la edición 38.ª del Campeonato de Galicia de Rally. Estaba compuesta por ocho pruebas, comenzando el 8 de abril en el Rally de Noia y finalizando el 27 de noviembre en el Rally Comarca de Ulloa.
Iván Ares, ganador de las dos primeras pruebas y líder del campeonato hasta ese momento, dejó la competición a causa de que la Federación Galega de Automobilismo lo obliga a colocar una brida en su Porsche para que pierda potencia. Ares, segundo en la temporada 2015 del campeonato de España, optó por la misma decisión antes de dar comienzo en el campeonato nacional.
Alberto Meira se proclamó campeón gallego antes del Rally Comarca da Ulloa debido al cambio de fecha del Rally de La Coruña, inicialmente incluido en el calendario, para la temporada 2017. Esto y la ausencia de Iago Caamaño en la Ulloa, le concedió el título matemáticamente.

## Calendario
| N.º | Fecha              | Rally                            | Resultados |
| --- | ------------------ | -------------------------------- | ---------- |
| 1   | 8-10 de abril      | 32.º Rally de Noia               | Resultados |
| 2   | 22-24 de abril     | 22.º Rally do Cocido             | Resultados |
| 3   | 14-15 de mayo      | 2.º Rally Eurocidade Tui-Valença | Resultados |
| 4   | 11-12 de junio     | 29.º Rally Cidade de Narón       | Resultados |
| 5   | 8-10 de julio      | 13.º Rally Sur do Condado        | Resultados |
| 6   | 22-23 de octubre   | 38.º Rally San Froilán           | Resultados |
| 7   | 5-6 de noviembre   | 5.º Rally Ourense-Ribeira Sacra  | Resultados |
| 8   | 26-27 de noviembre | 9.º Rally Comarca da Ulloa       | Resultados |

## Clasificación

### Campeonato de pilotos

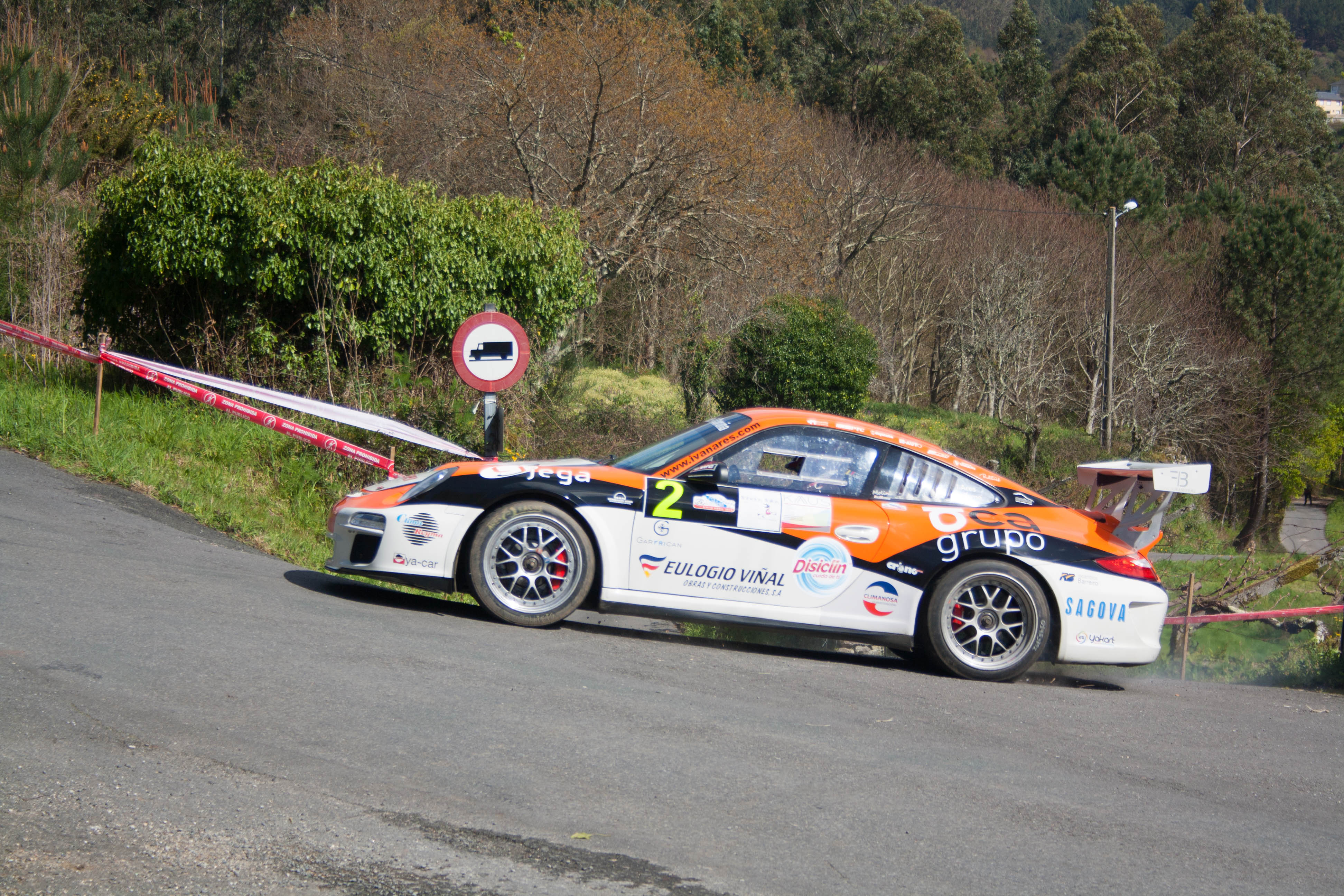
Iván Ares en Rally de Noia.

| Pos.            | Piloto               | 1 NOI | 2 COC | 3 EUR | 4 NAR | 5 SDC | 6 SFR | 7 RBS | 8 CDU | Pts  |
| --------------- | -------------------- | ----- | ----- | ----- | ----- | ----- | ----- | ----- | ----- | ---- |
| 1.              | Alberto Meira        | 2     | Ret   | 1     | 1     | 1     | 2     | 1     | 1     | 1737 |
| 2.              | Iago Caamaño         | 3     | 2     | 2     | 2     | Ret   | 3     | 2     |       | 1230 |
| 3.              | Jorge Oliveira       | 15    | 24    | 5     | 3     | 3     | 21    | 7     | 5     | 905  |
| 4.              | Félix Macías         | 6     | Ret   | 3     |       | 2     | 5     | Ret   | 2     | 830  |
| 5.              | Álvaro Méndez        | 11    | 18    | Ret   | 8     | 8     | 9     | 4     | 6     | 705  |
| 6.              | José Antonio Otero   | 25    | 23    |       | 17    | 16    | 37    | 16    | 32    | 460  |
| 7.              | Daniel Castro        | 16    | 12    | 8     | 5     | Ret   | 7     | Ret   |       | 455  |
| 8.              | Óscar Gallego        | 34    | 31    |       | 25    | Ret   | 30    | 20    | 15    | 450  |
| 9.              | Iago Silva Domínguez | 28    | 7     | 4     | 4     | 4     |       | Ret   |       | 450  |
| 10.             | Pablo Andrade        | 69    | 30    | 18    | 12    | 23    | 23    |       |       | 444  |
| No clasificados |                      |       |       |       |       |       |       |       |       |      |
|                 | Iván Ares            | 1     | 1     |       |       |       |       |       |       |      |
|                 | Sergio Vallejo       |       |       |       |       |       | 1     |       |       |      |